# José Basso (Pianist)
José Hipólito Basso (* 30. Januar 1919 in Pergamino; † 14. August 1993) war ein argentinischer Tangopianist, Komponist und Bandleader.

## Leben und Wirken
Basso wurde 1936 im Orchester Emilio und José De Caros Nachfolger des Pianisten Héctor Grané. Im Folgejahr wechselte er zur Formation des Bandoneonisten Francisco Grillo und darauf zu der José Tinellis. Nach seinem Militärdienst spielte er 1938 in der Trioformation Gallardo-Ayala-Basso, darauf bis 1943 in den Orchestern Antonio Bonavenas, Anselmo Aietas und Alberto Soifers. Mit letzterem trat er im Programm Ronda de ases bei Radio El Mundo auf. 1943 engagierte ihn Aníbal Troilo als Nachfolger von Orlando Goñi für sein Orchester. Im Lauf der Zusammenarbeit, die bis 1947 währte, entstanden 88 Aufnahmen.
Nunmehr gründete Basso sein eigenes Orchester. Ihm gehörten an die Bandoneonisten Julio Ahumada, Eduardo Rovira, Adolfo Francia und Andrés Natale, die Geiger Mauricio Mise, Francisco Oréfice, Rodolfo Fernández und Domingo Serra, der Cellist Leopoldo Marafiotti und der Kontrabassist Rafael Del Bagno. Später spielten hier auch Musiker wie der Geiger Hugo Baralis, der Bandoneonist Juan Carlos Bera und der Bassist Omar Murtagh. Die Sänger waren Ortega Del Cerro (später Francisco Fiorentino) und Ricardo Ruiz. Mit diesem nahm er 1949 vier Titel bei RCA Victor auf. Kurz darauf erhielt er einen Vertrag beim Label Odeon. Daneben wurde das Orchester erfolgreich bei Radio Belgrano. 
Kurz nach Beginn der Aufnahmen trennten sich die Sänger Fiorentino und Ruiz von dem Orchester. Ihre Nachfolger wurden Jorge Durán und Oscar Ferrari. Weitere Sänger des Orchesters waren Rodolfo Galé, Floreal Ruiz, Alfredo Belusi, Roberto Florio, Alfredo Del Río, Héctor De Rosas, Carlos Rossi, Luis Correa, Juan Carlos Godoy, Alberto Hidalgo, Aníbal Jaulé, Enrique Ojeda und Eduardo Borda. 1959 hatte Basso mit seinem Orchester einen Auftritt in der Hitparade beim Fernsehsender Canal 7. Neben Aníbal Troilo und Juan D’Arienzo  wurde er der gesuchteste Bandleader im argentinischen Fernsehen und hatte Auftritte in Programmen wie Grandes valores del tango, El club de las caras felices, Armenonville, Amistangos, La botica del tango und Sábados circulares. Daneben trat er in Nachtclubs wie Caño 14, Relieve, El Viejo Almacén und El Rincón de los Artistas auf.
1967 wurde er zu einer auf einen Monat geplanten Tournee durch Japan eingeladen. Diese wurde so erfolgreich, dass er acht Monate blieb und in fast allen großen Städten auftrat. 1970 unternahm er seine zweite Japantournee. Sein Orchester war nun besetzt mit den Bandoneonisten Roberto Pansera, Juan Carlos Bera, Eduardo Cortti und Lisandro Adrover, den Geigern Osvaldo Rodríguez, Armando Husso, José Singla, José Fernández und weiteren japanischen Geigern und dem Kontrabassisten Francisco De Lorenzo. 1990 wurde er bei der Gründung der Academia Nacional del Tango im Teatro Colón zum Académico de Honor ernannt.

## Kompositionen
- Once y uno (instrumental)
- Pecachi (instrumental)
- Brazo de oro (instrumental)
- De diez siete (instrumental)
- El pulga (instrumental)
- Celeste (instrumental)
- Nuestro vals (instrumental)
- La camalela (instrumental)
- Me están sobrando las penas (Text von Francisco García Jiménez)
- Amor y tango (Text von Francisco García Jiménez)
- Rosicler (Text von Francisco García Jiménez)
- Anteayer (Text von Francisco García Jiménez)
- Pena copa y tango (Text von Luis Botini)
- Atrévete (Text von Luis Botini)
- Un tango para La Falda (Text von Juan Carlos Mareco)
- Dónde estás japonesita (Text von Norberto Aroldi)
- Siempre en mi amor (Text von Héctor Stamponi)
- Yo te canto novia mía (Text von Héctor Stamponi)
- Porque sí (Text von Juan Pueblito)
- Cuerpo y alma (Text von Juan Pueblito)
- María la del portón (Text von Andrés Vitale und Abel Aznar)
- Mundana (Text von Ángel Cabral und Floreal Ruiz)
- Tu beso y nada más (Text von Ángel Cabral und Floreal Ruiz)
- Una historia más
- Payada criolla (Text von Enrique Maroni)
- Milonga de Albornoz (Text von Jorge Luis Borges)
- Milonga para los orientales (Text von Jorge Luis Borges)
- Milonga cheta (Text von Jorge Palacio)
- Viejo café (Text von Julio Porter)
- Pobre negro (Text von Francisco García Jiménez)
- Milonga del siglo quince (Text von Dante La Rocca)